# Бад Риполдсау-Шапбах
Бад Риполдсау-Шапбах (њем. Bad Rippoldsau-Schapbach) општина је у њемачкој савезној држави Баден-Виртемберг. Једно је од 16 општинских средишта округа Фројденштат. Према процјени из 2010. у општини је живјело 2.264 становника. Посједује регионалну шифру (AGS) 8237075.

## Географски и демографски подаци
Бад Риполдсау-Шапбах се налази у савезној држави Баден-Виртемберг у округу Фројденштат. Општина се налази на надморској висини од 410 метара. Површина општине износи 73,1 km². У самом мјесту је, према процјени из 2010. године, живјело 2.264 становника. Просјечна густина становништва износи 31 становника/km².

## Међународна сарадња
| Мјесто | Држава    | Врста сарадње | Од    |
| ------ | --------- | ------------- | ----- |
|        | Француска | партнерство   | 1989. |
| Извор  |           |               |       |